# Nikica Valentić
Nikica Valentić (Gospić, 24. studenoga 1950. – Zagreb, 3. svibnja 2023.), bio je hrvatski političar i pravnik.

## Životopis
Na Pravnom fakultetu Sveučilišta u Zagrebu diplomirao je 1974. Direktor je stambenih zadruga Stanograd i Stanoinvest od 1978. do 1983, koje su godišnje gradile po 1000 stanova. Odvjetničkim poslom se bavi od 1983. do 1990. Specijalist je za investicijske ugovore, statusno trgovačko pravo, poreze i poslove s nekretninama. Od 1990. godine, pa sve do preuzimanja premijerskih dužnosti, bio je generalni direktor INA – Industrija nafte d.d. (najvećeg hrvatskog proizvođača naftnih derivata). 
Postaje član HDZ-a i zastupnik u Saboru od 1992. do 1993. Po Tuđmanovoj želji, naslijedio je Hrvoja Šarinića na mjestu predsjednika Vlade. Tada je bio i dopredsjednik HDZ-a Od 3. travnja 1993. do 7. studenoga 1995. obnašao je dužnost hrvatskog premijera. Za Valentićeva mandata Hrvatska je zaustavila inflaciju, stabilizirala tečaj domaće valute te potom dana 30. svibnja 1994. godine uvela novu valutu, kunu.
Bio je zastupnik u Saboru od 1995. do 2000. Privatni poduzetnik od 1996. godine, a do kraja života bavio se građevinom kao vlasnik tvrtke Niva inženjering. 